# 微通道板

微通道板運作示意圖

微通道板 (Microchannel plate, MCP) 是一種二維平面的真空偵測器，通常被用來偵測帶電粒子，如電子或離子，也可以測得高速的中性粒子，以及在紫外光和X光範圍的光子。

## 原理
微通道板的運作原理與光電倍增管和電子倍增管相似，首先是粒子或光子撞擊偵測器表面，產生了二次電子或光電子；再藉由電場加速，使電子再撞擊下一個表面，產生多次倍增的二次電子，使訊號放大。這表面是由高電阻的材料構成，為連續式的二次發射極 (dynode)。最後增強的電子訊號通常由一個陽極收集，或是打在磷光屏上顯像。其優點為增益大，且時間反應快(約1ns)。

## 應用
通常在應用時，會使用兩片微通道板 (稱Chevron MCP) 到三片微通道板 (稱z stack MCP) 相連，使訊號放的更大，最高可以偵測到單一粒子或光子。因為微通道管由上百萬個分開的微米級通道構成，提供了很好的二維空間解析度，可以設計來讓帶電粒子、或光子產生二維影像。其應用有，如質譜儀的離子偵測器、夜視鏡和光分解離子成像。